# Duaenré
Duaenré (vagy Duaré; dw3-n(ỉ)-rˁ, „Dicsőítsd Rét”) ókori egyiptomi herceg és vezír volt a IV. dinasztia idején, Menkauré fáraó uralkodása alatt. Címei közt szerepelt „a király vér szerinti fia”, az „örökös herceg”, a „nemesember”, „az isteni tekercs írnoka”, a „Nehen szája” és „a butóiak szája”.

## Családja
Duaenré Hafré fáraó és III. Mereszanh királyné fia volt, Hufu fáraó és Kawab herceg unokája. Sírjában, a gízai G 5110-ben egy fiát ábrázolják. Babaef vezír valószínűleg a fia volt. A G 3098 (Fischernél G 2098) sír egyik álajtajának felirata említ egy Noferhotepesz-nedzsesz nevű nőt, Noferhotepesz(-wer) lányát, Duaenrének, a király vér szerinti fiának unokáját. Ez a Duaenré valószínűleg azonos a vezírrel, így Noferhotepesz a lánya, Noferhotepesz-nedzsesz pedig az unokája (a wer és nedzsesz jelentése nagy, illetve kicsi, az azonos nevű családtagok megkülönböztetésére szolgált. Az álajtó az Iymeri és felesége, Perszenet sírjához hozzáépített helyiségből került elő. Nem tudni, ők milyen rokonságban álltak Duaenrével.

## Sírja

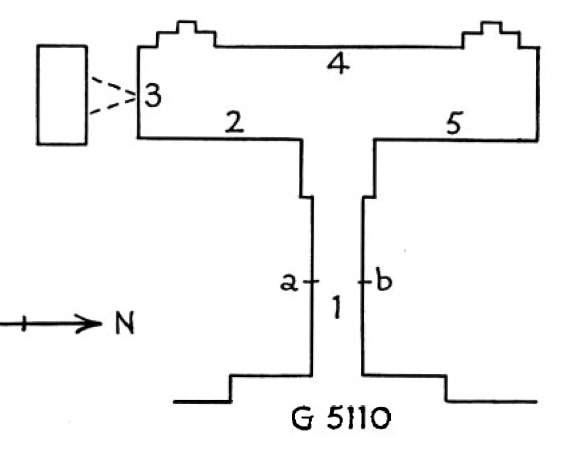
A G 5110 alaprajza

Duaenrét a gízai G 5110 masztabasírba temették. A masztabában egy folyosó és egy csarnok található. Duaenrét egy szolgával ábrázolják, a folyosón áldozati szövegek olvashatóak. A csarnokban látható jeleneteken Duaenré és szolgái áldozati tárgyakat és állatokat hoznak. A jószágok bemutatását ábrázoló jelenetben egy fia is látható. A masztaba temetkezési aknájában felirat nélküli vörös gránitszarkofágot találtak az Ernesto Schiaparelli vezette ásatás során, ez ma a torinói Egyiptomi Múzeumban található.
A sírban heverő törmelék közt talált mészkőtöredék említi Jufi és Perneb nevét, akik a felirat szerint tízfős csapatok felügyelői voltak. Ők lehettek a masztabát építő munkáscsapatok felügyelői.

## Fordítás
- Ez a szócikk részben vagy egészben  a   Duaenre című angol Wikipédia-szócikk ezen változatának fordításán alapul.  Az eredeti cikk szerkesztőit annak laptörténete sorolja fel. Ez a jelzés csupán a megfogalmazás eredetét és a szerzői jogokat jelzi, nem szolgál a cikkben szereplő információk forrásmegjelöléseként.